# Roch Marc Christian Kaboré
Roch Marc Christian Kaboré, född 25 april 1957 i Ouagadougou, är en burkinsk politiker som var Burkina Fasos president från den 29 december 2015 till den 24 januari 2022. Han tillhör sedan 2014 det socialdemokratiska partiet Folkrörelsen för framgång (MPP).
Kaboré är utbildad ekonom och var tidigare chef för Burkina Fasos nationalbank 1984–1989 och premiärminister 1994–1996. 2002–2014 var han ledamot av Burkina Fasos nationalförsamling. Han var tidigare han medlem i det före detta regeringspartiet Demokrati- och framstegskongressen men lämnade partiet i januari 2014 i protest mot president Blaise Compaorés odemokratiska och auktoritära politik. 
Efter att den mångårige presidenten Compaoré tvingades avgå i oktober 2014 kunde landets första fria val hållas i november 2015. Kaboré ställde upp som presidentkandidat för MPP och vann med 53,5 procent av rösterna mot sin främste motkandidat Zéphirin Diabré, som fick 29,7 procent.
I januari 2022 avsattes Kaboré i en militärkupp som ett resultat av att han inte klarat av att hantera de stridigheter som pågått i landet